# Julia Knight

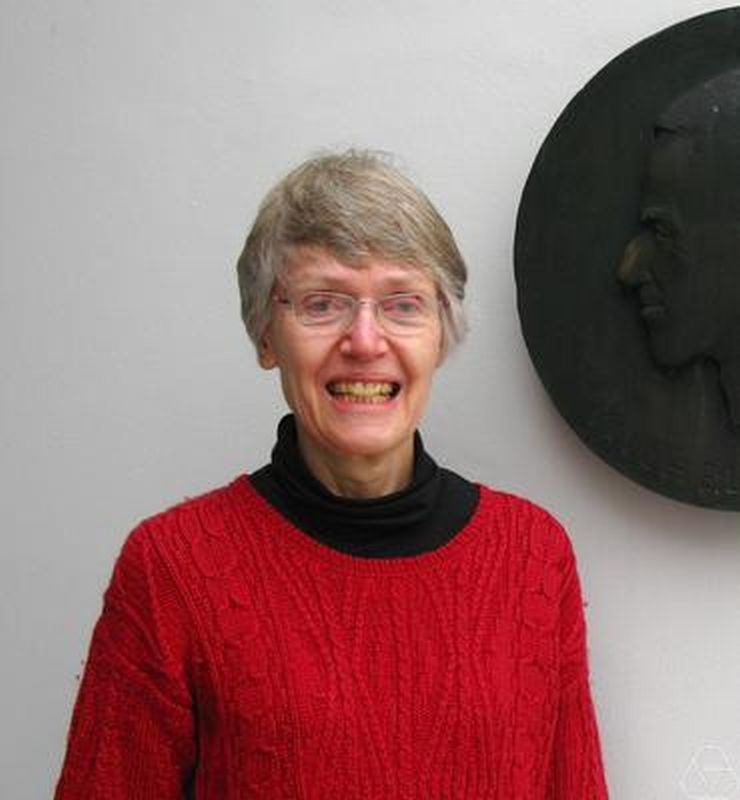
Julia Knight, Oberwolfach 2012

Julia Frandsen Knight (* 1942 oder 1943 als Julia Frandsen) ist eine US-amerikanische mathematische Logikerin, Professorin für Mathematik an der University of Notre Dame.
Knight stammt aus Logan (Utah). Sie studierte an der Utah State University mit dem Bachelor-Abschluss 1964 und wurde 1972 an der University of California, Berkeley, bei Robert Vaught promoviert (Some Problems in Model Theory). Sie ist seit 1977 Professorin an der University of Notre Dame. Dort ist sie Charles L. Huisking Professor für Mathematik.
Knight befasst sich mit Modelltheorie und Berechenbarkeitstheorie.
2014 wurde sie als Gödel-Lecturer ausgewählt, 2015 als Tarski Lecturer. 2012 wurde sie Fellow der American Mathematical Society.
Sie ist seit 1967 mit William Knight verheiratet, Informatik-Professor an der Indiana University South Bend, und hat einen Sohn.

## Schriften
- mit Christopher J. Ash: Computable structures and the hyperarithmetical hierarchy (= Studies in Logic and the Foundations of Mathematics. 144). Elsevier, Amsterdam u. a. 2000, ISBN 0-444-50072-3.